# Розіклер (Іллінойс)
Розіклер (англ. Rosiclare) — місто (англ. city) в США, в окрузі Гардін штату Іллінойс. Населення — 980 осіб (2020).

## Географія
Розіклер розташований за координатами 37°25′23″ пн. ш. 88°21′3″ зх. д. / 37.42306° пн. ш. 88.35083° зх. д. (37.423115, -88.350786).  За даними Бюро перепису населення США в 2010 році місто мало площу 5,49 км², з яких 5,02 км² — суходіл та 0,47 км² — водойми.

## Демографія
Згідно з переписом 2010 року, у місті мешкало 1160 осіб у 498 домогосподарствах у складі 307 родин. Густота населення становила 211 особа/км².  Було 584 помешкання (106/км²).
Расовий склад населення:
| - 96,4 % — білих - 1,7 % — корінних американців - 0,7 % — азіатів - 0,5 % — чорних або афроамериканців |

До двох чи більше рас належало 0,4 %. Частка іспаномовних становила 1,6 % від усіх жителів.
За віковим діапазоном населення розподілялося таким чином: 23,0 % — особи молодші 18 років, 57,7 % — особи у віці 18—64 років, 19,3 % — особи у віці 65 років та старші. Медіана віку мешканця становила 42,4 року. На 100 осіб жіночої статі у місті припадало 91,7 чоловіків;  на 100 жінок у віці від 18 років та старших — 88,8 чоловіків також старших 18 років.
Середній дохід на одне домашнє господарство  становив 33 769 доларів США (медіана — 19 955), а середній дохід на одну сім'ю — 40 602 долари (медіана — 32 411). Медіана доходів становила 37 679 доларів для чоловіків та 23 625 доларів для жінок. За межею бідності перебувало 32,4 % осіб, у тому числі 39,4 % дітей у віці до 18 років та 17,8 % осіб у віці 65 років та старших.
Цивільне працевлаштоване населення становило 318 осіб. Основні галузі зайнятості: освіта, охорона здоров'я та соціальна допомога — 28,0 %, транспорт — 19,5 %, роздрібна торгівля — 9,1 %, науковці, спеціалісти, менеджери — 8,2 %.